# Phaedra 2005
Phaedra 2005 es el trigésimo séptimo álbum de estudio del grupo alemán de música electrónica Tangerine Dream. Publicado en 2005 por el sello Eastgate se trata de la regrabación de Phaedra, álbum compuesto originalmente por Edgar Froese, Christopher Franke y Peter Baumann, publicado en 1974.

## Producción
Phaedra fue el primer álbum que la banda publicó en el sello Virgin en 1974 y es uno de los trabajos más conocidos del grupo alemán. El álbum original alcanzó el Top 10 de listas de ventas en Reino Unido y obtuvo apoyo, entre otros, del crítico musical de la BBC John Peel. La crítica de la revista Rolling Stone indicó que la grabación resultaba ser "la que mejores resultados mostraba en la utilización de los sintetizadores y el melotrón hoy día". En 1995 Virgin publicó una versión remasterizada del álbum, volviendo a titularlo Phaedra, con motivo del 20 aniversario de la publicación original.

"Hay gente que piensa que Phaedra fue el último álbum decente que grabamos pero, afortunadamente, hay otros que piensan que Tangram fue nuestra primera grabación."
Edgar Froese (1986) 

Edgar Froese posteriormente decidió realizar una regrabación y remezcla del álbum, añadiéndole nuevas instrumentaciones y empleando técnicas contemporáneas de grabación, denominándolo Phaedra 2005. El sonido del disco difiere del original al incorporar nuevas texturas, ritmos y escalas de sonido. La duración de las canciones es distinta respecto al álbum original. También el listado de temas es distinto al incluirse «Delfi» que no se incluía en el original.

"El material ha sido regrabado utilizando en parte la misma instrumentación que en la grabación original. Además la nueva tecnología digital ha jugado un papel clave durante las sesiones de grabación. No ha sido la intención complacer a los puristas de Tangerine Dream y a los fans del sonido analógico sino experimentar cómo la banda está conectada con el estilo y la marca que los ha hecho tan originales."
Eastgate Music Shop (2005) 

«Phaedra» tiene una duración menor y es una expansión de la versión del tema que el grupo presentó durante su gira de conciertos en Estados Unidos en 1988. «Mysterious Semblance At The Strand Of Nightmares» y «Movements Of A Visionary» son reversiones basadas en los originales a las que se añadieron nuevos sintetizadores, efectos sonoros y percusiones. «Sequent C'» es un minuto más largo y destaca por la interpretación de la flauta por parte de Thorsten Quaeschning. Finalmente «Delfi» es una composición de Froese, de carácter rítmico y minimalista, que sirve de cierre al álbum.

"Cuando el álbum Phaedra alcanzó las listas de álbumes en todo el mundo en 1974 nadie había previsto una carrera tan notable para el nuevo sonido musical creado por Tangerine Dream. Todos los instrumentos eran nuevos y desconocidos para el público. El sonido en sí era lo contrario al común de la música de esos días. Durante los conciertos la banda creó un ambiente incomparable. Ahora, más de 30 años después, puedes escuchar una forma contemporánea de esta grabación clásica. El material ha sido regrabado utilizando en parte el mismo tipo de instrumentos que en la grabación original. Además la tecnología digital ha jugado un papel clave en varias sesiones de grabación. No ha sido la intención complacer a los puristas del grupo y a los aficionados del sonido analógico pero descubrirás cómo la banda todavía está conectada con el estilo y la marca que los ha hecho tan originales."
Eastgate Music Shop (2005) 

De acuerdo a la página web del grupo Jerome Froese no tuvo ninguna participación en la elaboración del álbum. Por ello se publicó en el sello Eastgate, propiedad de Edgar Froese y que hasta entonces había publicado sus trabajos en solitario, y no en el sello TDI, copropiedad de Edgar y Jerome Froese. De este modo comenzó una nueva etapa en el grupo, denominada «Eastgate Years», en la que participaron Edgar Froese, Thorsten Quaeschning y músicos invitados. La etapa denominada «TDI Years», anteriormente denominada «Millenium Years», finalizó con la separación de las actividades musicales entre Edgar y Jerome Froese quien abandonara Tangerine Dream aunque, ocasionalmente y con posterioridad, sí participaran en proyectos conjuntos.

## Listado de canciones
| N.º   | Título                                             | Escritor(es)                                  | Duración |  |
| 1.    | «Phaedra»                                          | Christopher Franke Edgar Froese Peter Baumann | 11:10    |  |
| 2.    | «Mysterious Semblance At The Strand Of Nightmares» | Christopher Franke Edgar Froese Peter Baumann | 9:53     |  |
| 3.    | «Movements Of A Visionary»                         | Christopher Franke Edgar Froese Peter Baumann | 7:58     |  |
| 4.    | «Sequent C'»                                       | Christopher Franke Edgar Froese Peter Baumann | 3:05     |  |
| 5.    | «Delfi»                                            | Edgar Froese                                  | 6:07     |  |
| 38:13 |                                                    |                                               |          |  |

## Personal
- Edgar Froese— compositor, intérprete y productor
- Thorsten Quaeschning— flauta en «Sequent C'»